# Mas de Molí Nou
El Mas de Molí Nou és una obra del municipi de Campdevànol (Ripollès) inclosa en l'Inventari del Patrimoni Arquitectònic de Catalunya.

## Descripció
Es tracta d'un exemple notable de casa rural catalana que, amb successives remodelacions de gran qualitat constructiva i estètica, ha assolit l'actual volum que emergeix de manera imponent en el paisatge i s'ha convertit en una fita en el camí de la Cerdanya a causa de la situació de domini sobre la carretera de ribes de Freser.